# TuneUp Utilities
AVG PC TuneUp是一套提供多種功能的軟件程式，包括磁碟重組、清理記憶體、個性化Windows與回復已删除檔案。

## 外部連結
- 官方网站（英文）